# Dmitri Tomashevich
Dmitri Tomashevich ((em usbeque:  Дмитрий Томашевич): Tashkent, 6 de março de 1974) é um ex-tenista profissional uzbeque.
Participou dos Jogos de Atlanta em 1996, perdendo na primeira rodada para Karol Kucera.